# Ladri di saponette
Ladri di saponette és una pel·lícula de comèdia italiana de 1989 dirigida per Maurizio Nichetti, titulat a imitació de la pel·lícula clàssica neorealista italiana de Vittorio De Sica del 1948 El lladre de bicicletes. Alguns creuen que Ladri di saponette es va crear com una parodia del neorealisme, que va predominar el cinema italià després de la Segona Guerra Mundial. Tanmateix, generalment s'entén que la pel·lícula és crítica amb l'impacte del consumisme en l'art, tal com suggereix el contrast entre la pel·lícula anidada i els anuncis, i l'apatia dels espectadors de la televisió italiana en reconèixer la diferència entre els dos. La pel·lícula va guanyar el Sant Jordi d'Or al 16è Festival Internacional de Cinema de Moscou.

## Argument
La pel·lícula comença amb un director de cinema, interpretat pel mateix director Maurizo Nichetti, parlant de la seva darrera pel·lícula en un canal de televisió intel·lectual italià que està a punt d'emetre-la amb poca antelació en lloc de la d'un competidor rival. La seva "obra mestra" segueix les penúries d'un home aturat en situació de pobresa (de nou interpretat per Nichetti) que troba feina en una fàbrica de canelobres, però no pot resistir-se a robar una de les llums brillants per a la seva dona. El pompós director està inicialment satisfet amb la serietat amb què s'analitza la seva obra, però després es distreu quan la seva obra en blanc i negre és interrompuda repetidament per anuncis a tot color. L'audiència de televisió, que mira a casa seva, és completament aliena a les interrupcions i les "indignitats" perpetrades sobre les intencions artístiques del director.

### Argument de la pel·lícula niuada
La pel·lícula imbricada pren en préstec elements clau dels El lladre de bicicletes, amb la família protagonista amb els mateixos noms de pila que l'original, i el director té la intenció d'acabar la pel·lícula de manera tràgica. La trama original del director va seguir els treballs d'Antonio Piermattei (Maurizo Nichetti) i la seva família empobrida: Antonio troba feina a una fàbrica de canelobres, on intenta robar una de les llums de la seva dona, Maria (Caterina Sylos Labini).
Quan Antonio aconsegueix treure d'amagat un canelobre de la fàbrica, se suposa que està paralitzat per un accident de trànsit amb un camió mentre anava a casa amb el canelobre (just després que la trama divergeixi a causa d'una caiguda de corrent). L'accident hauria obligat Maria a prostituir-se, i els seus dos fills, Bruno (Federico Rizzo) i Paolo (Matteo Auguardi), acaben en un orfenat a l'escena final.

### Divergències d'argument
Una caiguda de corrent a l'estudi fa que una model (Heidi Komarek) d'un dels anuncis acabi a l'univers de la pel·lícula imbricada i interrompi la trama. Maria, pensant que Antonio està tenint una aventura amb la model, entra a l'univers comercial fingint la seva mort, provocant que la policia de la pel·lícula acusi Antonio d'assassinar-la.
Nichetti es veu obligat a entrar a l'univers cinematogràfic per restaurar la trama original, però Bruno convenç a Don Italo (Renato Scarpa) perquè netegi la culpa d'Antonio a Nichetti per l'assassinat de Maria, després d'assabentar-se de la trama de l'orfenat de Nichetti: això fa que Nichetti persegueix Bruno per l'univers comercial abans d'acabar en l'anunci de cera per sòls, on Maria havia estat realitzant la seva aspiració com a cantant.

### Final real
De tornada a l'univers cinematogràfic, Antonio lamenta l'aparent pèrdua de Maria i Bruno, i la possibilitat que la model l'abandoni a causa de la naturalesa sombría de la pel·lícula. No obstant això, Nichetti aconsegueix convèncer la Maria i el Bruno perquè tornin a l'univers cinematogràfic amb carros de la compra de mercaderies actuals, amb la família Piermattei reunint la satisfacció de l'espectador (Carlina Torta). Aleshores, Nichetti intenta tornar al món real, només per quedar atrapat en l'univers cinematogràfic després que l'espectador apagui el televisor abans d'anar a dormir.

## Repartiment
- Maurizio Nichetti com ell mateix, i Antonio Piermattei
- Caterina Sylos Labini com Maria Piermattei, esposa d'Antonio
- Federico Rizzo com Bruno Piermattei, fill d'Antonio
- Matteo Auguardi com Paolo Piermattei, fill d'Antonio
- Renato Scarpa com Don Italo
- Heidi Komarek com la model
- Claudio G. Fava com a crític de cinema
- Massimo Sacilotto i Carlina Torta com a espectadors de televisió

## Traducció de jocs de paraules
El títol italià de la pel·lícula Ladri di saponette, una obra de teatre sobre el títol italià de la pel·lícula de De Sica, significa "Lladres de sabó"; es justifica amb un diàleg on es diu a un nen que no consumeixi tot el sabó a l'hora de rentar-se les mans, i la seva mare es pregunta si se l'està menjant. Per al públic de parla anglesa, el títol es va canviar a The Icicle Thief, jugant amb el títol anglès de la pel·lícula de De Sica. Aquest títol es va justificar canviant la redacció dels subtítols en anglès quan els personatges parlen d'uns canelobres i se'n roba un. En el diàleg original italià es diu que brillen com perles (pèrle) i gotes d'aigua (gocce), però als subtítols en anglès, semblen "com ara caràmbans" (que en italià seria ghiaccioli).

## Recepció crítica
En una ressenya de la pel·lícula a Los Angeles Times, Sheila Benson va escriure: "Beneïu els italians i la seva obsessió per les pel·lícules. Després d'haver creat un nínxol permanent al cor dels sentimentalistes del cinema del món amb Cinema Paradiso, ara deixen anar la seva arma secreta, l'escriptor-director-actor i extraordinari còmic, Maurizio Nichetti". Va trobar que Ladri di saponette era una "comèdia enginyosa", i va afegir: "Pirandello poques vegades ho va fer millor i a La rosa porpra del Caire Woody Allen no va tenir aquest complex", abans de concloure que la pel·lícula s'assembla "molt al seu creador: lleuger, enginyós i furtivament irresistible".
A The Washington Post, Desson Howe va quedar menys impressionat, començant per assenyalar: "El tema de la televisió, oi? Talla el nostre sentit de la realitat en trossos de 15 minuts. Els seus anuncis arruïnen la dramàtica integritat del programes que ells interrompen. Ens converteix en estúpids. Ens dona una capacitat d'atenció limitada. He dit que ens dona una capacitat d'atenció limitada. Aquestes i altres observacions de menyspreu a la televisió, com la majoria de nosaltres hem afirmat en tot, des de les discussions organitzades de la classe de secundària fins a les disgustos de dormitori induïts per l'alcohol, són indiscutiblement certs. Però a Ladri di saponette, una fantasia satírica sobre la manera com la televisió maca les pel·lícules que posa, el director de cinema italià Maurizio Nichetti 'descobreix' aquestes idees com per primera vegada". Howe continua: "Les parts de Ladri […] que et deixen colpit inclouen els elements menys il·luminadors de la pel·lícula; són fàcils, gairebé de segon any. […] Però les parts que revelen, sense subratllats autoconscients, la cultura de la televisió escombraria en la qual vivim, així com els comercials de televisió, són on val la pena veure'ls". En general, però, Howe va concloure que: "les coses esdevenen una mica massa enrevessat i Ladri s'uneix a aquell grup atapeït de pel·lícules italianes amb una aparent incapacitat per entendre el concepte d'excés. Però, com passa amb moltes pel·lícules d'aquest tipus, l'esperit interior sovint et transporta, i encara que Nichetti no ens diu pràcticament res de nou sobre el poble global, sens dubte es diverteix amb les possibilitats".